# Од петка до петка
„Од петка до петка” је југословенски и хрватски филм из 1985. године. Режирао га је Антун Врдољак а сценарио је написао Миљенко Смоје.

## Радња
Банкарски чиновник живи као подстанар у поткровљу куће чија је власница тужна лепотица. Неспособан да се одупре било каквом ударцу стварности, он сања властити живот. Петак је дан када напушта власницин кревет и улогу присилног љубавника, затвара за собом врата канцеларије, својим бродићем и одлази у завичај, бежећи из великог града који никад није заволио. Викенд проводи у свом азилу на мору и у слободи. Али и завичај се мења, па планирана идила почиње да се ремети.

## Улоге
| Глумац                | Улога |
| --------------------- | ----- |
| Борис Дворник         |       |
| Здравка Крстуловић    |       |
| Катја Зупчић          |       |
| Владимир Рупчић       |       |
| Јосип Генда           |       |
| Ратко Главина         |       |
| Јасна Малец Утробичић |       |
| Перо Врца             |       |
| Деметер Битенц        |       |
| Сабрија Бисер         |       |
| Лукреција Брешковић   |       |

Остале улоге  ▼
| Глумац                 | Улога |
| ---------------------- | ----- |
| Тана Маскарели         |       |
| Дара Вукић             |       |
| Даница Цвитановић      |       |
| Александар Цакић       |       |
| Филип Радаш            |       |
| Терезија Дадић Лепетић |       |
| Данијела Груичић       |       |
| Карло Булић            |       |
| Звонко Лепетић         |       |